# New Brunswick Route 17

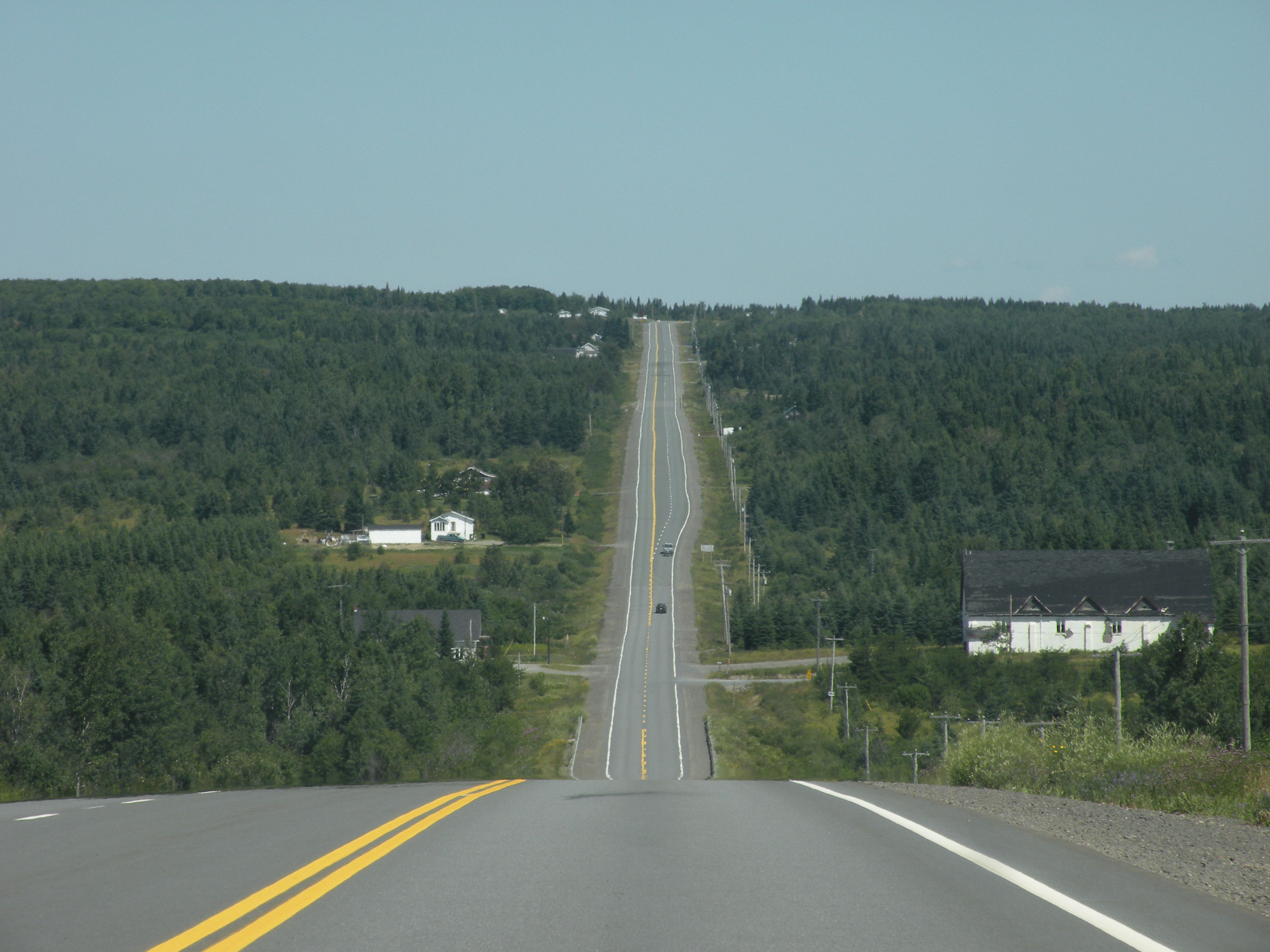
Route 17 durch Whites Brook

Die New Brunswick Route 17 ist ein Highway in der kanadischen Provinz New Brunswick. Er verbindet die amerikanische Stadt Van Buren und dem dortigen US-amerikanischen Highway 1 mit dem Trans-Canada Highway und weiter mit dem Norden der Provinz. Die Route ist Bestandteil des National Highway Systems, dort dient die Route als Feeder-Route.

## Verlauf
Die Route beginnt an der Grenze zwischen Kanada und den Vereinigten Staaten an der Überquerung des Saint John Rivers. Sie verläuft durch Saint-Léonard und trifft an der Ostgrenze der Staat auf die Route 2, den Trans-Canada Highway. Von dort aus verläuft die Strecke in nordöstlicher Richtung über Saint-Quentin nach Campbellton. Dort endet die Route kurz vor der Stadtgrenze an der Route 11, in die Route 17 einmündet.